# João Lourenço (football)
Pour les articles homonymes, voir João Lourenço.
João Lourenço, de son nom complet João de Matos Moura Lourenço, est un footballeur portugais né le 8 avril 1942 à Alcobaça. Il évoluait au poste d'attaquant.

## Biographie
Il fait partie du groupe portugais qui se classe troisième de la Coupe du monde 1966 mais il n'est toutefois jamais sélectionné en équipe nationale.

## Carrière
- 1960-1961 :  Ginásio Alcobaça
- 1961-1964 :  Académica de Coimbra
- 1964-1972 :  Sporting Portugal[2],[3],[4]

## Palmarès

### En club
Avec le Sporting Portugal :
- Champion du Portugal en 1966 et 1970
- Vainqueur de la Coupe du Portugal en 1971

### En sélection
- Troisième de la Coupe du monde en 1966